# ジョージ・ミラー (映画監督)
ジョージ・ミラー（George Miller、1945年3月3日 - ）は、オーストラリアの映画監督、プロデューサー、脚本家。
弟のビル・ミラーも『ベイブ』などの製作で知られる映画プロデューサーである。

## 略歴
父方のドイツ人と母方のギリシャ人の家系の子としてオーストラリアクイーンズランド州ブリスベンで生まれる。医者を志して医科大学に進学。学生時代に短編映画を制作し映画コンクールに出品したところグランプリを獲得したのがきっかけで、テレビと映画界で働くようになった。短編を数本制作した後、1979年の映画『マッドマックス』で監督・脚本を担当し、長編映画デビュー。『マッドマックス』は、後にシリーズ化され世界的に大ヒットし注目される存在となる。

## キャリア
『マッドマックス』以降は、映画監督以外にもテレビドラマや映画のプロデューサー・脚本家として幅広く活動しており、総合的なプロデューサーとしての役回りが多い。
2006年の『ハッピーフィート』のヒットを受けて、長い間製作が中断されていたといわれるマッドマックスシリーズの4作目『マッドマックス 怒りのデス・ロード』の製作に取り掛かる用意がある旨のコメントを発表しており、2012年から天候の影響で撮影中断されていた、オーストラリアのブロークンヒルから撮影地をアフリカのナミビアに移して撮影する事となった。また、5作目である続編『マッドマックス ザ・ウエイストランド（Mad Max: The Wasteland）』の制作企画もあり、マッドマックスシリーズは4、5、6と全3部作の制作企画になると言う。
2008年2月には『ジャスティス・リーグ』の実写映画化の製作に取り掛かかろうとしていたが、映画脚本家らがストライキを起こし、撮影に支障ができ、2010年公開を予定していたが間に合わないと判断し、製作のキャンセルを余儀なくされた。
2012年より、長年温めていたマッドマックスシリーズ4作目、『マッドマックス 怒りのデス・ロード』の撮影にようやく突入。約1年近くの歳月を費やし、完成した作品は2015年に公開。映画は大ヒットし、第88回アカデミー賞で最多受賞を成し遂げた。
2016年、第69回カンヌ国際映画祭の審査委員長を務める。

## 製作作品

### 長編映画
| 年   | 題名                                                          | 役割 | 役割 | 役割 | 備考           |
| 年   | 題名                                                          | 監督 | 脚本 | 製作 | 備考           |
| ---- | ------------------------------------------------------------- | ---- | ---- | ---- | -------------- |
| 1979 | マッドマックス Mad Max                                        | Yes  | Yes  | No   |                |
| 1981 | マッドマックス2 Mad Max 2: The Road Warrior                   | Yes  | Yes  | No   |                |
| 1983 | トワイライトゾーン/超次元の体験 Twilight Zone: The Movie      | Yes  | No   | No   |                |
| 1985 | マッドマックス/サンダードーム Mad Max Beyond Thunderdome      | Yes  | Yes  | Yes  |                |
| 1987 | イーストウィックの魔女たち The Witches of Eastwick            | Yes  | No   | No   |                |
| 1987 | 君といた丘 The Year My Voice Broke                            | No   | No   | Yes  |                |
| 1988 | デッド・カーム/戦慄の航海 Dead Calm                           | No   | No   | Yes  | 日本劇場未公開 |
| 1990 | ニコール・キッドマンの恋愛天国 Flirting                       | No   | No   | Yes  | 日本劇場未公開 |
| 1992 | ロレンツォのオイル/命の詩 Lorenzo's Oil                       | Yes  | Yes  | Yes  |                |
| 1996 | ベイブ Babe                                                   | No   | Yes  | Yes  |                |
| 1999 | ベイブ/都会へ行く Babe: Pig in the City                       | Yes  | Yes  | Yes  |                |
| 2006 | ハッピー フィート Happy Feet                                  | Yes  | Yes  | Yes  |                |
| 2011 | ハッピー フィート2 踊るペンギンレスキュー隊 Happy Feet Two    | Yes  | Yes  | Yes  |                |
| 2015 | マッドマックス 怒りのデス・ロード Mad Max: Fury Road          | Yes  | Yes  | Yes  |                |
| 2022 | アラビアンナイト 三千年の願い Three Thousand Years of Longing | Yes  | Yes  | Yes  |                |
| 2024 | マッドマックス:フュリオサ Furiosa                             | Yes  | Yes  | Yes  |                |

### 短編映画
| 年   | 題名                                                                  | 役割       |
| ---- | --------------------------------------------------------------------- | ---------- |
| 1971 | バイオレンス・イン・ザ・シネマ パート1 Violence in the Cinema, Part 1 | 監督・脚本 |

### テレビシリーズ
| 年   | 題名                        | 役割 | 備考         |
| ---- | --------------------------- | ---- | ------------ |
| 1984 | カウラ大脱走 Cowra Breakout | 製作 | ミニシリーズ |

## 出演作品

### 長編映画
| 年   | 題名                                                     | 備考             |
| ---- | -------------------------------------------------------- | ---------------- |
| 2007 | モーリス・ジャールの軌跡 Bandes Originals: Maurice Jarre | ドキュメンタリー |

#### WEB配信映画
| 年   | 題名                                                            | 配信局  | 備考             |
| ---- | --------------------------------------------------------------- | ------- | ---------------- |
| 2023 | HIDEO KOJIMA: CONNECTING WORLDS Hideo Kojima: Connecting Worlds | Disney+ | ドキュメンタリー |

### 短編映画
| 年   | 題名                                                             | 備考             |
| ---- | ---------------------------------------------------------------- | ---------------- |
| 2017 | 狂乱の日々 デス・ロードの戦い Going Mad: The Battle of Fury Road | ドキュメンタリー |

## 受賞
| 作品名                            | 映画賞                                    | 賞             | 結果       |
| --------------------------------- | ----------------------------------------- | -------------- | ---------- |
| マッドマックス 怒りのデス・ロード | 第4回ボストン・オンライン映画批評家協会賞 | 監督賞         | 受賞       |
| マッドマックス 怒りのデス・ロード | 第41回ロサンゼルス映画批評家協会賞        | 監督賞         | 受賞       |
| マッドマックス 怒りのデス・ロード | 第19回オンライン映画批評家協会賞          | 監督賞         | 受賞       |
| マッドマックス 怒りのデス・ロード | 第19回トロント映画批評家協会賞            | 監督賞         | 次点       |
| マッドマックス 怒りのデス・ロード | 第89回キネマ旬報ベスト・テン              | 外国映画監督賞 | 受賞       |
| マッドマックス 怒りのデス・ロード | 第73回ゴールデングローブ賞                | 監督賞         | ノミネート |
| マッドマックス 怒りのデス・ロード | 第21回クリティクス・チョイス・アワード    | 監督賞         | 受賞       |